# Caroline Colombier
Pour les articles homonymes, voir Colombier.
Caroline Colombier, née le 22 août 1957 à Autun (Saône-et-Loire), est une femme politique française.
Membre du Rassemblement national depuis 1974 (Front national jusqu'en 2018), elle est élue députée dans la 3e circonscription de la Charente lors des élections législatives de 2022 et elle est également conseillère régionale de Nouvelle-Aquitaine depuis 2021.

## Situation personnelle

### Vie privée
Fille de Brigitte du Tanney, épouse de Jean Bourdier en secondes noces, Caroline Colombier naît le 22 août 1957 à Autun (Saône-et-Loire).
Elle est la belle-sœur de l'homme politique Jacques Colombier.

### Carrière professionnelle
Avocate au barreau de Paris, elle rejoint plusieurs entreprises – Thomson, TNT, Lejaby, Association française de l’aluminium – en tant que secrétaire générale ou directrice juridique et des ressources humaines.

## Carrière politique
Elle prend sa carte au Front national de la jeunesse en 1974. Elle est candidate aux élections législatives à Paris en 1977 mais n'est pas élue.
Aux élections législatives de 1986, elle est deuxième sur la liste de Jean-François Jalkh en Seine-et-Marne. Elle n'est pas élue.
Le 19 juin 2022, elle est élue députée dans la troisième circonscription de la Charente. Elle siège au sein du groupe RN, dont elle est vice-présidente et est membre de la commission de la Défense nationale et des Forces armées de l'Assemblée nationale.
Le 28 juillet 2022, la présidente de l'Assemblée nationale, Yaël Braun-Pivet, la choisit pour occuper la seule place revenant à l'opposition au sein de la délégation parlementaire au renseignement (DPR).

## Polémiques
Après la censure du gouvernement Barnier, elle s’énerve face aux agriculteurs de la FNSEA et des JA qui ont déversé du fumier devant sa permanence parlementaire, et les insulte : « On vous a défendus, et vous venez nous emmerder ! Allez vous faire voir ! »,.
En décembre 2024, le site d'information Les Jours révèle qu'elle est membre d'un groupe Facebook où s'échangent messages violents, racistes et islamophobes. En juin 2025, Les Jours fait savoir qu'elle fait aussi partie d'un second groupe Facebook contenant de nombreux propos racistes, antisémites et homophobes,.
La même année, le parquet requiert une peine de prison avec sursis à l'encontre de sa collaboratrice parlementaire (de 2023 à mars 2025), pour sa participation à la confection d'une banderole raciste.